# IC 1283
Région HII
IC 1283 et IC 1284 sont 2 références pour une nébuleuse en émission et une nébuleuse par réflexion imbriquées dans la constellation du Sagittaire.
- Ascension droite 18h 17m 236s
- Déclinaison -19° 43′ 56″
- Taille 17' x 15'
- Magnitude faible[évasif]

Nébuleuse à émission et à réflexion avec plusieurs étoiles pâles dans la nébulosité.
La photographie ou les techniques numériques sont indispensables pour ces nébuleuses.